# 遥そら
遥 そら（はるか そら）は日本の女性声優。主にアダルトゲームに出演している。
2018年8月29日、自身のYouTubeのチャンネルをオープンし、バーチャルYouTuberとしてデビューした。

## 出演
太字は主役・メインキャラクター

### 成人向ゲーム
2011年
- With Ribbon（日向 はるか）

2012年
- ウィッチズガーデン（雪村 涼乃）
- 倉野くんちのふたご事情（倉野 絵麻）
- あっぱれ!天下御免［祭］（中城 勇巳）
- 恋剣乙女（市倉 千春）

2013年
- 大図書館の羊飼い（鈴木 佳奈）
- D.C.III R 〜ダ・カーポIII アール〜（メアリー・ホームズ）
- D.C.III R 〜ダ・カーポIII アール〜X-rated（メアリー・ホームズ）
- Magical Charming!（夏本 諷歌）
- Berry's（森久保 由那）
- 真剣で私に恋しなさい!A-2（黛 由紀江、松風）- 代役
- ココロ@ファンクション!（蓮ヶ瀬 水菜）
- 妹のおかげでモテすぎてヤバい。（浅坂 メグリ）
- 戦国†恋姫〜乙女絢爛☆戦国絵巻〜（足利 一葉 義輝）

2014年
- 真剣で私に恋しなさい!A-3（シェイラ・コロンボ）
- 大図書館の羊飼い -Dreaming Sheep-（鈴木 佳奈）
- ハロー・レディ!（音無 朔）
- 恋剣乙女 〜再燃〜（市倉 千春）
- 天秤のLa DEA。戦女神MEMORIA（ルー）
- サキガケ⇒ジェネレーション!（紅藤 友梨亜）
- 叶とメグリとのその後がイチャらぶすぎてヤバい。（浅坂 メグリ）
- PRIMAL×HEARTS（倉賀野 聖良）
- 迷える2人とセカイのすべて（広原 那由他）
- ココロ@ファンクション！ NEO（蓮ヶ瀬 水菜）
- ChuSingura 46+1 -忠臣蔵 46+1- 武士の鼓動（大高 源吾、荒川 十太夫）
- 彼女のセイイキ（秋善 冬華）
- 月に寄りそう乙女の作法2（大蔵 ルミネ）
- ハロー・レディ! -New Division-（音無 朔）

2015年
- サノバウィッチ（因幡 めぐる）
- あま恋シロップス 〜恥じらう恋心でシたくなる甘神様の恋祭り〜（こころ/まんじゅう様）
- 花咲ワークスプリング!（不知火 祈）
- 姉小路直子と銀色の死神（劔持 菜種）
- 百五十年目の魔法使い（星置 りら）
- 妹のセイイキ（秋善 冬華）
- 恋×シンアイ彼女（新堂 彩音）
- ここから夏のイノセンス!（久万里 寿）

2016年
- はにかみCLOVER（周防 えみる）
- ノラと皇女と野良猫ハート（黒木 未知）
- 間宮くんちの五つ子事情（四条院 莉里香）
- 時を紡ぐ約束（沢村 唯依）
- 戦国†恋姫X〜乙女絢爛☆戦国絵巻〜（足利 一葉 義輝）
- D.S. -Dal Segno-（神月 依愛）
- 千恋*万花（朝武 芳乃）
- 千の刃濤、桃花染の皇姫（宮国 朱璃、緋彌之命）
- 初恋サンカイメ（楠乃葉 海咲、リン）
- Liber_7 永劫の終わりを待つ君へ（楠瀬 沙綾）
- 学校のセイイキ（秋善 冬華）

2017年
- 人気声優のつくりかた（瀬能 いつみ）
- 星恋*ティンクル（鳴瀬川 凪）
- 桜花裁き（河合 小梅）
- 神頼みしすぎて俺の未来がヤバい。（坂白 花夜）
- 春音アリス*グラム（白羽 優理）
- はるるみなもに!（山神 水緒里）
- お嬢様は素直になれない（柊木 恵梨香）
- D.S.i.F. -Dal Segno- in Future（神月 依愛）
- 金色ラブリッチェ（妃 玲奈）
- みなとカーニバルFD（劔持 菜種、シェイラ・コロンボ）
- ノラと皇女と野良猫ハート2（黒木 未知）
- 真・恋姬†夢想-革命-蒼天の霸王（霊帝）

2018年
- RIDDLE JOKER（二条院 羽月）
- てんぷれっ!!（藤宮 凜音）
- 言の葉舞い散る夏の風鈴（野原 ゆう）
- お嬢様は素直になれない〜大好きをキミだけに〜（柊木 恵梨香）
- まおてん（地遊尼 ラム）
- ハロー・レディ! -Superior Entelecheia-（音無 朔）
- 真・恋姫†夢想-革命-孫呉の血脈（霊帝）

2019年
- 千の刃濤、桃花染の皇姫（宮国 朱璃、緋彌之命）
- アイカギ2（皇 綾乃）
- 金色ラブリッチェ -Golden Time-（妃 玲奈）
- ガールズ・ブック・メイカー -幸せのリブレット-（アリス）
- 白恋サクラ*グラム（白羽 優理）
- 黄昏のフォルクローレ（乙部 すぴか）
- はぴねす!2 Sakura Celebration（九重 楓子）
- 封緘のグラセスタ（ユリーシャ）
- 真・恋姫†夢想-革命-劉旗の大望（霊帝）

2020年
- SHUFFLE! エピソード2 神にも悪魔にも狙われている男（リムス）
- はぴねす!2 りらっくす（九重 楓子）

2021年
- 我が姫君に栄冠を（ユーミル）
- 悠久のカンパネラ（シャルル）
- クロガネ回姫譚-絢爛華麗-（石神 虎鉄）
- D.C.4 Plus Harmony 〜ダ・カーポ4〜 プラスハーモニー（鷺澤有里栖、アリス）

2022年
- D.C.4 Sweet Harmony 〜ダ・カーポ4〜 スイートハーモニー（鷺澤有里栖、鷺澤有里咲、アリス）
- 戦国†恋姫EX弐〜鬼の国、越前編〜（足利 一葉 義輝）

2023年
- 白恋サクラ＊グラムLF（白羽 優理）
- 天使☆騒々 RE-BOOT!（星河 かぐ耶）
- 真・恋姫†英雄譚外伝 -白月の灯火-（霊帝）

2024年
- D.C.5 Plus Happiness ～ダ・カーポ5～プラスハピネス（鷺澤 有里咲）
- 遥かなるニライカナイ（海咲）

2025年
- D.C.5 Sweet Happiness ～ダ・カーポ5～スイートハピネス（鷺澤 有里咲）

### ブラウザ/オンラインゲーム
- X-Overd～羅針盤の輝き～(ティラミス)
- にじげんカノジョ（月乃 しずく）
- UNITIA 神託の使徒×終焉の女神（アイズ、カロル）
- あやかしランブル!(ククノチ)
- Deep One 虚無と夢幻のフラグメント（2020年、赤井 亜紗花）
- あいりすミスティリア!〜少女のつむぐ夢の秘跡〜（鈴木 佳奈、宮国 朱璃）

### コンシューマーゲーム
- クロガネ回姫譚-閃夜一夜-（2015年、石神 虎鉄[64]）
  - クロガネ回姫雀（2015年、石神 虎鉄[65]）
- 花咲ワークスプリング!（2017年、不知火 祈）
- 神頼みしすぎて俺の未来がヤバい。（2017年、坂白 花夜）
- ハロー・レディ! -Superior Dynamis-（2018年、音無 朔）
- 人気声優のつくりかた（2018年、瀬能 いつみ）
- D.S. -Dal Segno-（2018年、神月 依愛）
- 春音アリス＊グラム Snow Drop（2019年、白羽 優理）
- 金色ラブリッチェ（2020年、妃 玲奈）
- アイカギ2（2020年、皇 綾乃）
- 金色ラブリッチェ -Golden Time-（2021年、妃 玲奈）
- 悠久のカンパネラ （2022年、シャルル）
- ウィッチズガーデン （2022年、雪村 涼乃）
- 初恋サンカイメ （2023年、楠乃葉 海咲、リン）
- 戦国†恋姫X ～乙女絢爛☆戦国絵巻～ 北条家騒乱編 （2024年、足利 一葉 義輝）
- 戦国†恋姫EX ～COLLECTION～ （2024年、足利 一葉 義輝）
- 白恋サクラ*グラム （2025年、白羽 優理）

### ドラマCD
- ウィッチズガーデン キャラクターソングCD vol.3 羽多野莉々子「舞い風乙女」（雪村 涼乃） ※ミニドラマ「乙女のたしなみ」出演
- ウィッチズガーデン オリジナルドラマCD「Witch's Summer Vacation」（雪村 涼乃）
- 大図書館の羊飼い ドラマCD（鈴木 佳奈)
- サノバウィッチ（因幡 めぐる）
  - お待たせ！デートCD
  - オリジナルドラマCD
  - オリジナルミニドラマ
- ノラと皇女と野良猫ハート ドラマCD（黒木 未知）
- 千恋*万花（朝武 芳乃）
  - ドラマCD1『巫女のお仕事』
  - ドラマCD2『私、忍者です。』
  - ドラマCD3『吾輩の一日』
  - ドラマCD4『初めての体験』
- 千の刃濤、桃花染の皇姫 ドラマCD（宮国 朱璃）
- RIDDLE JOKER（二条院 羽月）
  - オリジナルドラマCD
  - ドラマCD ～かなりピンチな三司あやせの一日（温泉編）～
- 雨上がりの猫たちへ（栄根 亜季）

### 音声作品
- 山神水緒里のまったりコタツ道! コタツのお供はおにいが一番♪（山神 水緒里）

### ライブ
| 日程          | タイトル                  | 会場           | 備考 |
| ------------- | ------------------------- | -------------- | ---- |
| 2018年8月11日 | 遥そら 1st Live "Jupiter" | 白金高輪セレネ |      |
| 2023年6月17日 | 遥そら 2nd Live "PRISM"   | 白金高輪セレネ |      |

### 歌
- Door 〜扉の向こう〜（日向はるか キャラクターソング、『With Ribbon 初回版特典CD』収録）
  - 歌：日向はるか
- Milky Ice（『ウィッチズガーデン』雪村涼乃ED）
  - 歌：雪村涼乃
- 君だけのDay Star（『大図書館の羊飼い』挿入歌）
  - 歌：鈴木佳奈
- 最高のステージ！（森久保由那 キャラクターソング、『Berry's 初回版特典CD』収録）
  - 歌：森久保由那
- 僕に恋をして！（『妹のおかげでモテすぎてヤバい。』『叶とメグリとのその後がイチャらぶすぎてヤバい。』主題歌）
  - 歌：浅坂メグリ
- リアルフレンド（『サノバウィッチ』キャラクターソング）
  - 歌：因幡めぐる
- これからも、ずっと（『あま恋シロップス』エンディングテーマ）
  - 歌：まんじゅう様/こころ
- とおりゃんせ〜甘美風来（『千恋*万花』 キャラクターソング）
  - 歌：朝武芳乃
- 大和撫子はあこがれ（『RIDDLE JOKER』 キャラクターソング）
  - 歌：二条院羽月
- 虹色ミライ（『人気声優のつくりかた』オープニングテーマソング）

### テレビアニメ
| 2024年 |
- VTuberなんだが配信切り忘れたら伝説になってた（ゲーム音声）

## ディスコグラフィ

### キャラクターソング
- ウィッチズガーデン キャラクターソングCD vol.2 雪村涼乃「Milky Ice」
- サノバウィッチ キャラクターソング Vol.2「リアルフレンド」（因幡 めぐる）
- 千恋*万花 キャラクターソングCD vol.1「とおりゃんせ〜甘美風来」（朝武 芳乃）
- RIDDLE JOKER キャラクターソング Vol.4 「大和撫子はあこがれ」（二条院 羽月）
- 天使☆騒々 RE-BOOT! キャラクターソング Vol.４「惚れて揺れて恋焦がれ」（星河 かぐ耶）